# Navalacruz
Navalacruz ist ein zentralspanischer Ort und Gemeinde (municipio) mit 204 Einwohnern (Stand: 2024) in der Provinz Ávila in der Autonomen Region Kastilien-León.

## Lage
Navalacruz befindet sich am östlichen Ende der Sierra de Gredos gut 30 km südwestlich von Ávila bzw. gut 100 km westlich von Madrid in einer Höhe von ca. 1240 m.
Das Klima im Winter ist kühl, im Sommer dagegen durchaus warm; Niederschlagsmengen (711 mm/Jahr) fallen – mit Ausnahme der nahezu regenlosen Sommermonate – verteilt übers ganze Jahr.

## Bevölkerungsentwicklung
| Jahr      | 1970 | 1981 | 1991 | 2001 | 2011 | 2021 |
| --------- | ---- | ---- | ---- | ---- | ---- | ---- |
| Einwohner | 833  | 490  | 341  | 274  | 276  | 224  |

Der Bevölkerungsrückgang seit den 1950er Jahren ist im Wesentlichen auf die Mechanisierung der Landwirtschaft und den damit einhergehenden Verlust an Arbeitsplätzen zurückzuführen.

## Sehenswürdigkeiten
- Kirche Mariä Himmelfahrt